# 漢斯·耶匈尼克
漢斯·耶匈尼克（德語：Hans Jeschonnek，1899年4月9日—1943年8月18日）是納粹德國空軍大將，他在第二次世界大戰期間擔任了空軍參謀長的職位，1943年8月，耶匈尼克自殺身亡。

## 生平
耶匈尼克出生於普魯士王國波森省的霍恩薩爾札，為一中學經營者助理之子。他就讀了利希特費爾德（Lichterfelde）的軍校，並在1914年以少尉身份入役，於1918年進入第40戰鬥機中隊飛行。到了第一次世界大戰結束時，耶匈尼克共擊落了2架敵機，受獲一級與二級的鐵十字勳章。
隨著威瑪防衛軍的誕生，耶匈尼克以第6騎兵團團員身份參與了西里西亞起義的活動。之後他轉入庫爾特·斯圖登的陸軍軍械部工作，到了1928年耶匈尼克從參謀軍校中畢業，並以優秀畢業生身份致詞。
畢業後，耶匈尼克於規避《凡爾賽條約》、防衛軍中負責飛機生產的部門工作。他於1933年成為艾爾哈德·米爾希的副手以及瓦爾特·韋佛的弟子。1934年3月，耶匈尼克於第152轟炸機聯隊晉升為上尉，而1935年4月1日晉升為少校。耶匈尼克還在1936年10月1日至1937年10月1日期間擔任駐格赖夫斯瓦尔德的空軍第3訓練大隊指揮官，負責測試飛機。隔年，他在轉回空軍本部，並晉升為中校。耶匈尼克後來於1938年3月1日擔任了空軍作戰部參謀長，還在同年11月晉升為上校。1939年2月1日，耶匈尼克取代了漢斯-尤根·史托普將軍，成為空軍參謀長直到他死去。1939年8月14日，他晉升為少將。

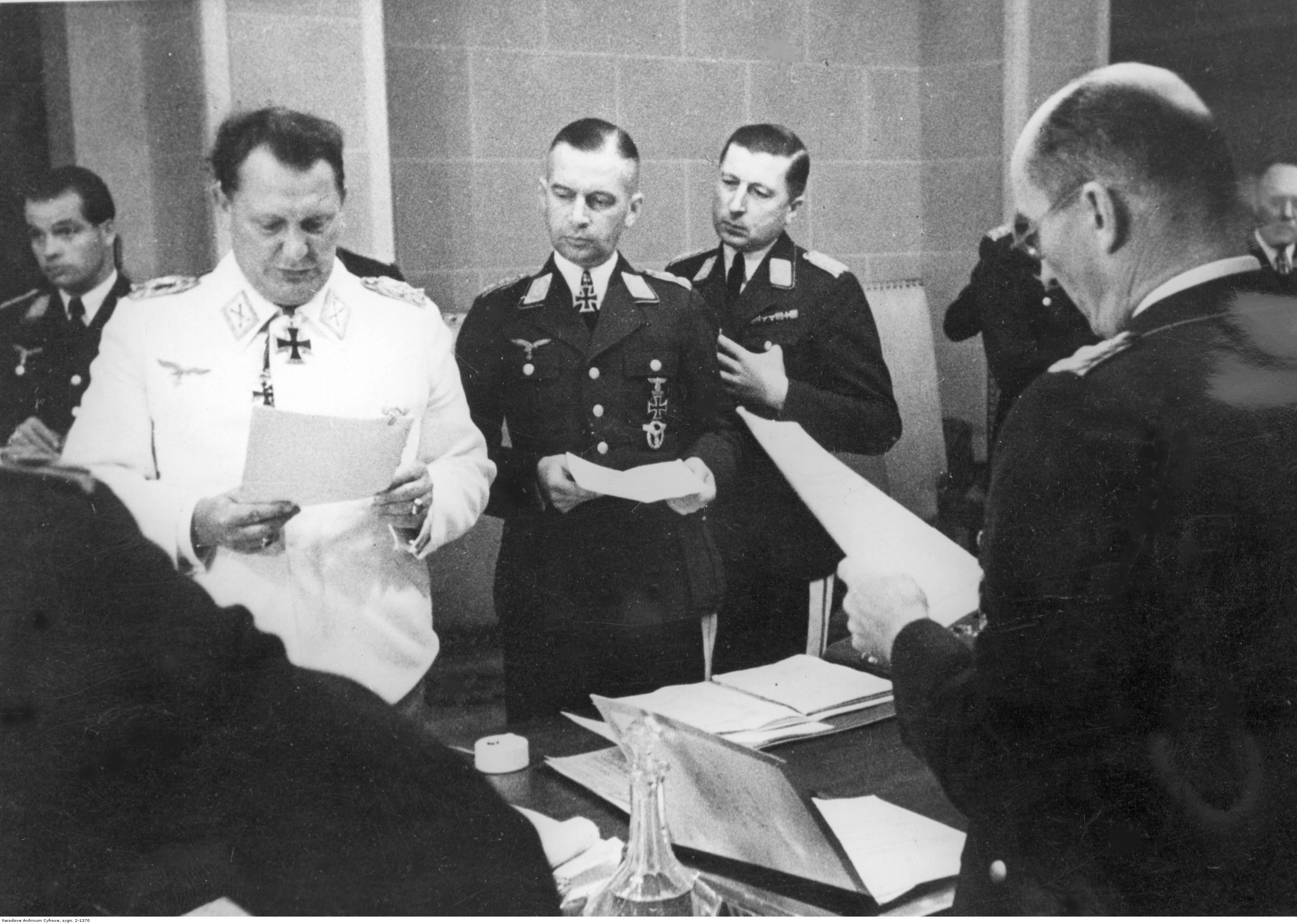
赫尔曼·戈林（身穿白色制服）、漢斯·耶匈尼克、奥托·冯·瓦尔道、古斯塔夫·卡斯特纳-科多夫

在二戰初期的波蘭戰役第一天，耶匈尼克呼叫德國駐莫斯科大使，要求蘇聯保持明斯克無線電台的運作，因此德軍飛行員可以以其幫助航行、攻擊波軍目標。耶匈尼克後來於1939年10月27日、波蘭被打敗後受獲騎士鐵十字勳章。由於德國空軍在波蘭和法國戰役的成功，耶匈尼克於1940年8月19日被晉升為航空兵上將。

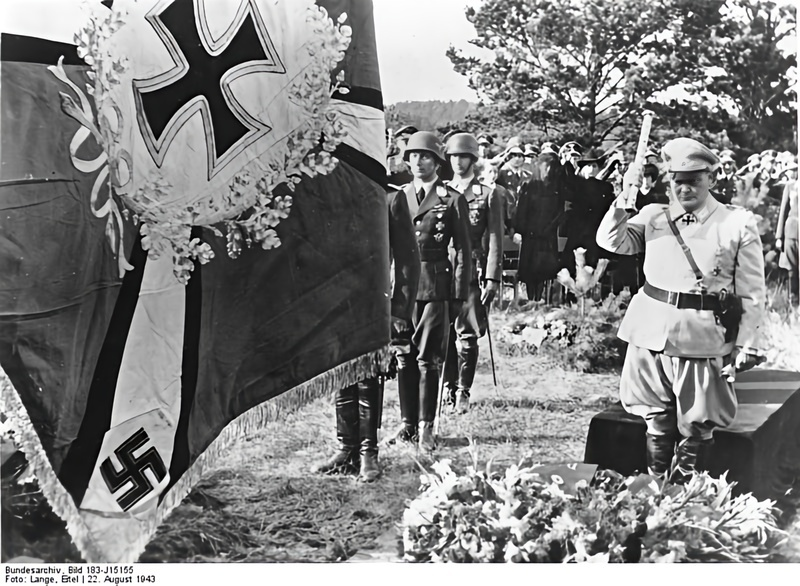
戈林出席耶匈尼克的國葬

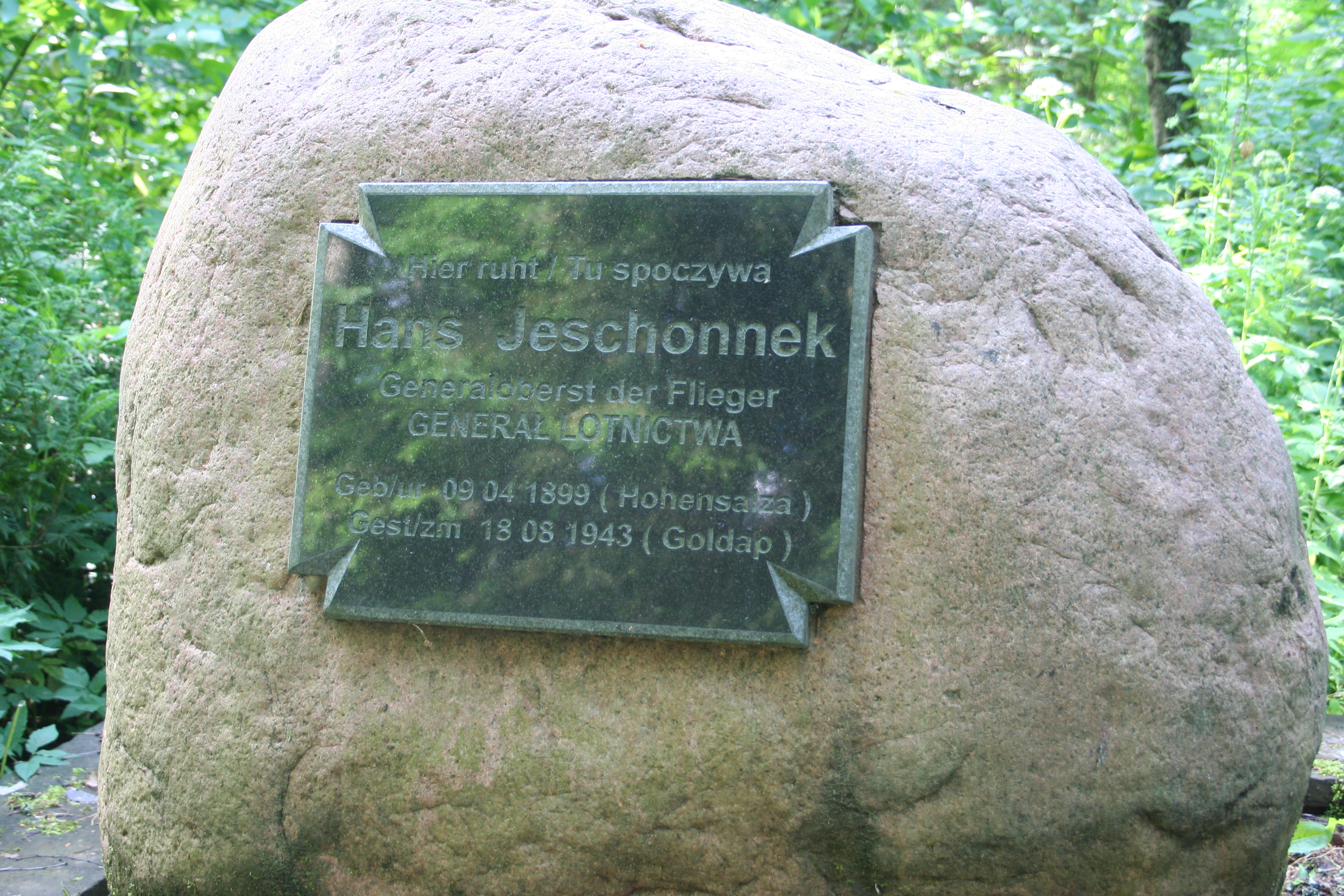
耶匈尼克之墓

雖然德國空軍已於波蘭和法國獲得巨大的勝利，但物資不足的德國逐漸消耗了它的力量，分別投入於不列顛空戰、巴巴羅薩作戰和地中海戰役中，承受了高損失與消耗。耶匈尼克和赫爾曼·戈林也因為低估了物資消耗量而備受譴責。由於英國持續頑抗，德國空軍發動閃電轟炸對其投下大量炸彈，耶匈尼克於1940年9月建議空軍應以恐怖轟炸的方式來瓦解倫敦的抵抗，但此提議被阿道夫·希特勒所否決。儘管空軍對英國的作戰失敗，耶匈尼克仍於1942年3月1日晉升為大將。
由於對希特勒過度的忠誠以及與米爾希和戈林的爭鬥，耶匈尼克逐漸變成希特勒對於空軍作戰能力低下、責罵的出氣筒，空軍元帥阿爾貝特·凱塞林對此解釋道：
在戰爭的那幾年當中，最令人印象深刻的空軍參謀長就是大將耶匈尼克了—一位非凡聰明又精力充沛的人物。然而，即使是耶匈尼克也無法在戈林所干涉的事務上給予決定性的影響（即使有時候他能成功說服希特勒）。很明顯的，由於缺乏和諧而使有效的協調變得無所適從。
作為十字弓行動的一部分，盟軍空襲轟炸了佩內明德；耶匈尼克錯誤的下令柏林的防空系統對錯誤集合至該地的200架德國戰鬥機開火。耶匈尼克後來於東普魯士狼穴自殺身亡（有相當的原因是戈林將空軍作戰不利怪罪於其，長期累積下來的緣故）。
除了騎士鐵十字勳章外，耶匈尼克還有獲得了重傷勳章、榮譽十字勳章、羅馬尼亞的麥克爾勇敢勳章和芬蘭的自由十字勳章。

## 資料來源
1. 1 2 3  Suchenwirth, 213
2. 1 2 3  Suchenwirth, 214
3. ↑  Shirer, 821
4. 1 2  Keegan, 85
5. ↑  Shirer, 1013
6. ↑  Suchenwirth, 278
7. ↑  Nielsen, 34
8. ↑  《冬日之戰：阿登地區的空戰 1944-1945》（上），麥田出版社。